# Villa au 13, rue Fischart à Strasbourg
La villa au 13, rue Fischart est un monument historique situé à Strasbourg, dans le département français du Bas-Rhin.

## Localisation
Ce bâtiment est situé au 13, rue Fischart à Strasbourg.

## Historique
L'édifice fait l'objet d'une inscription au titre des monuments historiques depuis 2000.